# David Carnegie (14e comte de Northesk)
David John MacRae Carnegie, 14e comte de Northesk (3 novembre 1954 - 28 mars 2010), est un pair héréditaire britannique, propriétaire foncier et membre de la Chambre des lords.

## Jeunesse
David Carnegie est le deuxième fils de Robert Carnegie, 13e comte de Northesk, et de Jean Margaret MacRae.

## Carrière politique
Lord Northesk hérite du comté à la mort de son père en 1994, son frère aîné s'étant noyé accidentellement en bas âge. Il devient ainsi membre de la Chambre des lords, où il siège sur les bancs conservateurs. Il est l'un des 92 pairs élus pour rester à la Chambre à la suite de l'adoption de la House of Lords Act 1999. À la Chambre des Lords, il s'exprime sur des sujets liés aux libertés civiles et à la vie privée, et se prononce contre l'Identity Cards Act 2006 et les nouvelles lois sur le droit d'auteur en ligne telles que celles contenues dans le Digital Economy Act 2010.

## Famille
Lord Northesk épouse Jacqueline Dundas Reid en 1979. Ils ont quatre enfants :
- Alexander Robert Macrae Carnegie, Lord Rosehill (né le 16 novembre 1980, s'est suicidé le 31 août 2001)
- Sarah Louise Mary Carnegie (née le 29 octobre 1982)
- Fiona Jean Elizabeth Carnegie (née le 24 mars 1987)
- Sophie Margaret Jean Carnegie (née le 9 janvier 1990)

En 2001, son aîné et fils unique Lord Rosehill, un patient psychiatrique, s'est tiré une balle dans la tête avec l'arme de son père alors qu'il était en congé de l'hôpital à la ferme familiale dans le Sussex de l'Ouest. Il avait 20 ans.
Northesk est décédé à l'âge de 55 ans d'un cancer et est remplacé dans le comté (malgré les efforts de ses filles pour l'empêcher) par son lointain cousin, Patrick Carnegy (15e comte de Northesk) (en).